# Mitchell Weiser
Mitchell-Elijah Weiser (Troisdorf, 1994. április 21. –) német labdarúgó, a német első osztályban szereplő Werder Bremen jobb hátvédje.

## Pályafutása
Mitchell Weiser korai gyermekkorát Braunschweigben töltötte, ahol az amatőr TV Eintracht Veltenhof csapatában játszott.

### 1. FC Köln
A 2005-2006-os szezonban került az 1. FC Köln ifjúsági csapatához, ahol 2011-ben korosztályos kupát nyert a csapattal. 2011. február 25-én mutatkozott be a felnőttek között, egy Bayer Leverkusen elleni bajnokin.

### Bayern München
2012. június 1-jén Weiser a Bayern Münchenhez szerződött, ahová 2015 nyaráig írt alá. 2013. január 2-án a szezon végéig kölcsönbe a Kaiserslauternhez került.
A 2013-14-es szezon előtt a 2013-as Audi-kupán a São Paulo ellen megszerezte első gólját a bajor csapat színeiben. 2013. november 5-én bemutatkozhatott a Bajnokok Ligájában is a cseh Viktoria Plzeň ellen 1-0-ra megnyert csoportmérkőzésen, amikor a 87. percben csereként állt be Mario Götze helyére.
2014. április 5-én első Bundesliga-találkozóján is pályára lépett a csapatban. Az Augsburg elleni 1-0-s vereség alkalmával a kezdőcsapatban kapott helyet. Ezen a mérkőzésen a bajorok 53 mérkőzéses bajnoki veretlenségi sorozata ért véget.
2015. február 21-én a Padeborn elleni 6-0-s győzelem alkalmával megszerezte első bajnoki gólját.

### Hertha BSC
2015. június 17-én három évre szóló szerződést írt alá a Hertha BSC csapatával.  2016. szeptember 18-án a Schalke 04 ellen szerezte első gólját a csapatban.